# Nervión
Nervión (španska izgovarjava: [neɾˈβjon]; baskovsko Nerbioi) je reka, ki teče skozi Bilbao v Španiji do Biskajskega zaliva. Njen najnižji tok, ki je dolvodno od sotočja z reko Ibaizabal, je znan kot estuarij Bilbaa.

## Geografija
Reka je od izvira na mejah Burgosa in Alava do morja dolga 72 kilometrov in teče v smeri od juga proti severu. Kmalu po izviru reka v kanjonu Delike (Alava) tvori spektakularen slap in nato skozi mesto Orduña vstopi v provinco Biskaja. Ta slap je s svojimi 222 metri najvišji v Španiji. Znova vstopi v Alavo skozi mesti Amurrio in Llodio. Reka nato teče nazaj v provinco Biskaja in proti morju ter vstopi v metropolitansko območje Bilbao v Ugao-Miraballes. Vpliv plime in oseke v starem mestnem jedru Bilbaa doseže 15 kilometrov od morja.
Glavni pritoki so:
- Od zahoda: Cadagua in Galindo.
- Z vzhoda: Arratia, Ibaizabal in Asua.

Nekateri menijo, da je Ibaizabal enako pomembna reka, zato celoten sistem pogosto imenujejo Nervión-Ibaizabal, končni trakt pa le estuarij Bilbaa. Površina porečja je 1900 kvadratnih kilometrov.

### Poimenovanje
Kljub trenutni priljubljenosti v španščini je tradicionalno ime odseka med estuarijem in Basaurijem, kjer se spajata Ibaizabal in Nervión, Ibaizabal (pomeni 'široka reka' v baskovščini) v skladu z zgodovinskimi dokazi, ki segajo od 11. stoletja do 20.
Charles Frederick Henningsen, ki je med prvo karlistično vojno potoval po Baskiji, reko v Bilbau imenuje Ibaizabal. Literarni pisatelj iz Bilbaa Miguel de Unamuno (1864–1936) in nekdanji župan Bilbaa Javier Ybarra (1913–1977) jo imenujeta Ibaizabal. Zdi se, da tej predpostavki govorijo tudi geološki in hidrološki podatki.

## Zgodovina in gospodarstvo
Že od antičnih časov je prelaz Orduña, ki povezuje notranjo planoto Španije z dolino Nervión, imel velik gospodarski vpliv. V srednjem veku je služil kot naravna meja med biskajskim gospostvom in okrožji Kastilije, kjer so pobirali cestnine. Skozi stoletja je bila dolina Nervión pomemben komunikacijski koridor za Biskajo, glavna železniška proga od Bilbaa do preostale Španije je bila zgrajena ob reki leta 1870.
Hkrati je Bilbao razvil veliko trgovsko dejavnost, njegovo pristanišče pa je bilo najpomembnejše na severni obali Španije. Dejavnost pristanišča je bila v celoti odvisna od plovnosti reke v zadnjih 15 kilometrih. Inženir Evaristo Churruca je razvil ogromen projekt, ki bi rešil tradicionalne plovne težave reke. Estuarij je delil prebivalstvo Velikega Bilbaa; na levem bregu so bile tovarne (jeklarska, talilna in ladjedelniška) in njihovi delavci, desni breg je bil stanovanjsko območje za lastnike tovarn.
Zdaj, ko je reka Nervión izgubila gospodarski pomen, plovni del reke opuščajo v korist morskega pristanišča, da se omogoči urbani razvoj na bregovih reke po umiku težke industrije.
Kakovost vode se je izboljšala s projekti sanacije reke in izginotjem najbolj onesnažujočih industrij.

## Okolje
Po stoletju intenzivnih industrijskih dejavnosti je bila reka, še posebej zadnjih 25 kilometrov, ekološko odmrla, raven kisika pa je bila za 20 odstotkov nižja od norme. Zaradi tega je Nervión postala ena najbolj onesnaženih rek na svetu. Leta 1990 so lokalne oblasti začele načrt za premagovanje tega stanja, kar je privedlo do nenehnega izboljševanja okoljskega stanja, ki je Nervión po 15 letih spremenilo v čisto reko, polno vodnega življenja.